# Hunters
Hunters – amerykański serial (dramat, thriller, science fiction) wyprodukowany przez Valhalla Entertainment  oraz Universal Cable Productions.
Serial jest adaptacją powieści "Alien Hunter" autorstwa Whitley Strieber Hunters jest emitowany od 11 kwietnia 2016 roku przez SyFy. 9 lipca 2016 roku stacja SyFy ogłosiła anulowanie serialu po jednym sezonie.

## Fabuła
Fabuła serialu skupia się na Flynnie Carrollu, gliniarzu, który poszukuje zaginionej żony. Śledztwo zaprowadza go do tajemniczej organizacji, która walczy z sektą terrorystów pozaziemskich.

## Obsada

### Główna
- Nathan Phillips jako Flynn Carroll[3]
- Britne Oldford jako Allison Regan[4]
- Mark Coles Smith jako Dylan Briggs
- Lewis Fitz-Gerald jako Truss Jackson
- Laura Gordon jako Abby Carroll
- Shannon Berry jako Emme Dawson
- Gareth Davies jako Jules Callaway
- Sarah Peirse jako Finnerman
- Edwina Wren jako Michelle James
- Julian McMahon jako Lionel McCarthy[5]

## Odcinki
| Sezon | Sezon | Odcinki | Oryginalna emisja SyFy | Oryginalna emisja SyFy | Oryginalna emisja | Oryginalna emisja | Oryginalna emisja |
| Sezon | Sezon | Odcinki | Premiera sezonu        | Finał sezonu           | Premiera sezonu   | Finał sezonu      |                   |
| ----- | ----- | ------- | ---------------------- | ---------------------- | ----------------- | ----------------- | ----------------- |
|       | 1     | 13      | 11 kwietnia 2016       | 11 lipca 2016          | nieemitowany      | nieemitowany      |                   |

### Sezon 1 (2016)
| #  | Tytuł                        | Reżyseria                            | Scenariusz                         | Premiera SyFy    | Premiera     |
| -- | ---------------------------- | ------------------------------------ | ---------------------------------- | ---------------- | ------------ |
| 1  | The Beginning & The End      | Ernest R. Dicerson & Emile Levisetti | Natalie Chaidez                    | 11 kwietnia 2016 | nieemitowany |
| 2  | Messages                     | Glendyn Ivin                         | Ron Milbauer & Terri Hughes Burton | 18 kwietnia 2016 | nieemitowany |
| 3  | Maid of Orleans              | Rowan Woods                          | Natalie Chaidez                    | 25 kwietnia 2016 | nieemitowany |
| 4  | Love and Violence            | Daina Reid                           | Richard E. Robbins                 | 2 maja 2016      | nieemitowany |
| 5  | Her Body in My Soul          | Glendyn Ivin                         | Sean Tretta                        | 9 maja 2016      | nieemitowany |
| 6  | Bunker Soldier               | Daina Reid                           | Bret VandenBos, Brandon Willer     | 16 maja 2016     | nieemitowany |
| 7  | Kissing the Machine          | Rowan Woods                          | Natalie Chaidez, Devin Hughes      | 23 maja 2016     | nieemitowany |
| 8  | The More I See You           | Mat King                             | Tony Elliot                        | 30 maja 2016     | nieemitowany |
| 9  | Promise                      | Daniel Nettheim                      | Ron Milbauer, Terri Hughes Burton  | 6 czerwca 2016   | nieemitowany |
| 10 | Our System                   | Mat King                             | Sean Tretta                        | 13 czerwca 2016  | nieemitowany |
| 11 | Telegraph                    | Kriv Stenders                        | Bret VandenBos, Brandon Willer     | 20 czerwca 2016  | nieemitowany |
| 12 | Pretending to See the Future | Kriv Stenders                        | Tony Elliott                       | 27 czerwca 2016  | nieemitowany |
| 13 | New Holy Ground              | Emile Levisetti                      | Natalie Chaidez, Devin Hughes      | 11 lipca 2016    | nieemitowany |

## Produkcja
We wrześniu 2014 roku, stacja SyFy ogłosiła zamówienie serialu, którego producentem wykonawczym została Natalie Chaidez. W czerwcu 2015 roku ogłoszono, że główną rolę kobiecą zagra Britne Oldford, natomiast główną rolę męską zagra Nathan Phillips. W samym tym miesiącu do obsady serialu dołączył Julian McMahon.